# Rodrigo Miguel Marques Magalhães Pinto
 Rodrigo Miguel Marques Magalhães Pinto  (12 de Agosto, 1988) é um futebolista português.
Conhecido pela alcunha de Estrela, ele era um dos principais jogadores do AD Quinta do Conde, onde jogava como médio ofensivo criativo (vulgo número 10) ou como avançado centro.
No Verão de 2009, foi prestar provas ao Atlético e por lá ficou, a custo zero.
Na sua primeira época a representar o histórico clube da capital, as chances não têm abundado e tem-se debatido com o azar de algumas lesões. Porém, tem conseguido actuar nalguns jogos de cariz particular, onde tem ganho algum destaque, esperando-se, assim, que consiga estrear-se, em jogos oficiais, ainda esta época.